# Stanisław Kmita
Stanisław Kmita Sobieński herbu Szreniawa, z łac. Stanislaus Kmitha de Vissnicze (ok. 1450–1511), z Wiśnicza, z Sobienia – wojewoda ruski (1507–1511), kasztelan sanocki (1488-89) i przemyski (1489–1501), podkomorzy przemyski (1487-88), starosta przemyski (1502–1511) oraz spiski, wojewoda bełski (1501).
Był synem Jana Noska Kmity – kasztelana przemyskiego i lwowskiego i Marty Wątróbczanki oraz prapradziadem carowej Maryny Mniszchówny.
Był studentem Uniwersytetu Krakowskiego w 1465 roku, kanonikiem sandomierskim w latach 1479–1483.
Był świadkiem wydania przywileju piotrkowskiego w 1496 roku. 6 maja 1499 roku podpisał w Krakowie akt odnawiający unię polsko-litewską. Podpisał dyplom elekcji Zygmunta I Starego na króla Polski i wielkiego księcia litewskiego na sejmie w Piotrkowie 8 grudnia 1506 roku.
Ożeniony najpierw z córką Przecława z Dmosic (zm. 1474) – starosty spiskiego, a następnie wziął ślub przed 1477 r. z Katarzyną Tarnowską - córką Jana Amora Iuniora Tarnowskiego.
Miał syna; Piotra, Stanisława Kmitę z Leska (zm. 1538) – kasztelana lwowskiego (1536) i wojewody bełskiego (1537), (bezdzietnego), oraz córki;
Annę (żonę; Jakuba Kobyleńskiego – podkomorzego i starostę wieluńskiego i Andrzeja Barzi - podkomorzego przemyskiego (1536), wojskiego medyckiego.
i Katarzynę Kmitę - żonę Andrzeja Stadnickiego (zmarłego w 1551 r.) ze Żmigrodu.
Zmarł 5 maja 1511 r.